# تامی رایت
تامی رایت (انگلیسی: Tommy Wright؛ زادهٔ ۲۱ اکتبر ۱۹۴۴) بازیکن فوتبال اهل انگلستان بود که سابقهٔ بازی در تیم ملی فوتبال انگلستان را در کارنامهٔ خود دارد. وی در تاریخ ۸ ژوئن ۱۹۶۸ نخستین بازی ملی خود را در مقابل تیم ملی فوتبال اتحاد شوروی انجام داد و با حضور در ۱۱ بازی ملی، در تاریخ ۷ ژوئن ۱۹۷۰ واپسین بازی ملی‌اش را در برابر تیم ملی فوتبال برزیل برگزار کرد.